# Capparis buwaldae
Capparis buwaldae är en kaprisväxtart som beskrevs av M. Jacobs. Capparis buwaldae ingår i släktet Capparis och familjen kaprisväxter. Inga underarter finns listade i Catalogue of Life.